# John Mulaney
John Mulaney (Chicago, 26 augustus 1982) is een Amerikaanse stand-upcomedian, acteur, scenarioschrijver, filmproducent en zanger. Mulaney was schrijver van de NBC sketch comedy serie Saturday Night Live van 2008 tot 2013.
Ook kreeg Mulaney naamsbekendheid door zijn stemrollen als Spider-Ham in de film Spider-Man: Into the Spider-Verse, Chip in de film Chip 'n Dale: Rescue Rangers en de stemmen van Andrew Glouberman en Detective Florez in de Netflix animatieserie Big Mouth. Ook staat Mulaney bekend vanwege zijn stand-up specials.
Mulaney heeft opgetreden in Laugh Factory. Mulaney won bij de 70e Primetime Emmy Awards de prijs voor beste scenario voor een "variété special" met John Mulaney: Kid Gorgeous at Radio City. Hij was genomineerd voor beste scenario voor een "variété special" bij de 68e Primetime Emmy Awards met John Mulaney: The Comeback Kid en voor beste stemacteur in een animatieserie bij de 1e Critics Choice Super Awards met Big Mouth.

## Stand-Up Specials
- The Top Part (2009)
- New in Town (2012)
- The Comeback Kid (2015)
- Kid Gorgeous (2018)
- Baby J (2023)

## Filmografie
- International Standard Name Identifier: 0000 0003 7144 6969
- Library of Congress Control Number: n2012039169
- MusicBrainz: c2159cf3-40a5-4215-a30b-a952ac3f8aca
- Trove: 1590291
- Virtual International Authority File: 251107882
- WorldCat: E39PBJqbq3kFrFVhFVbYFgBF8C